# St. Bartholomäus (Chełmonie)

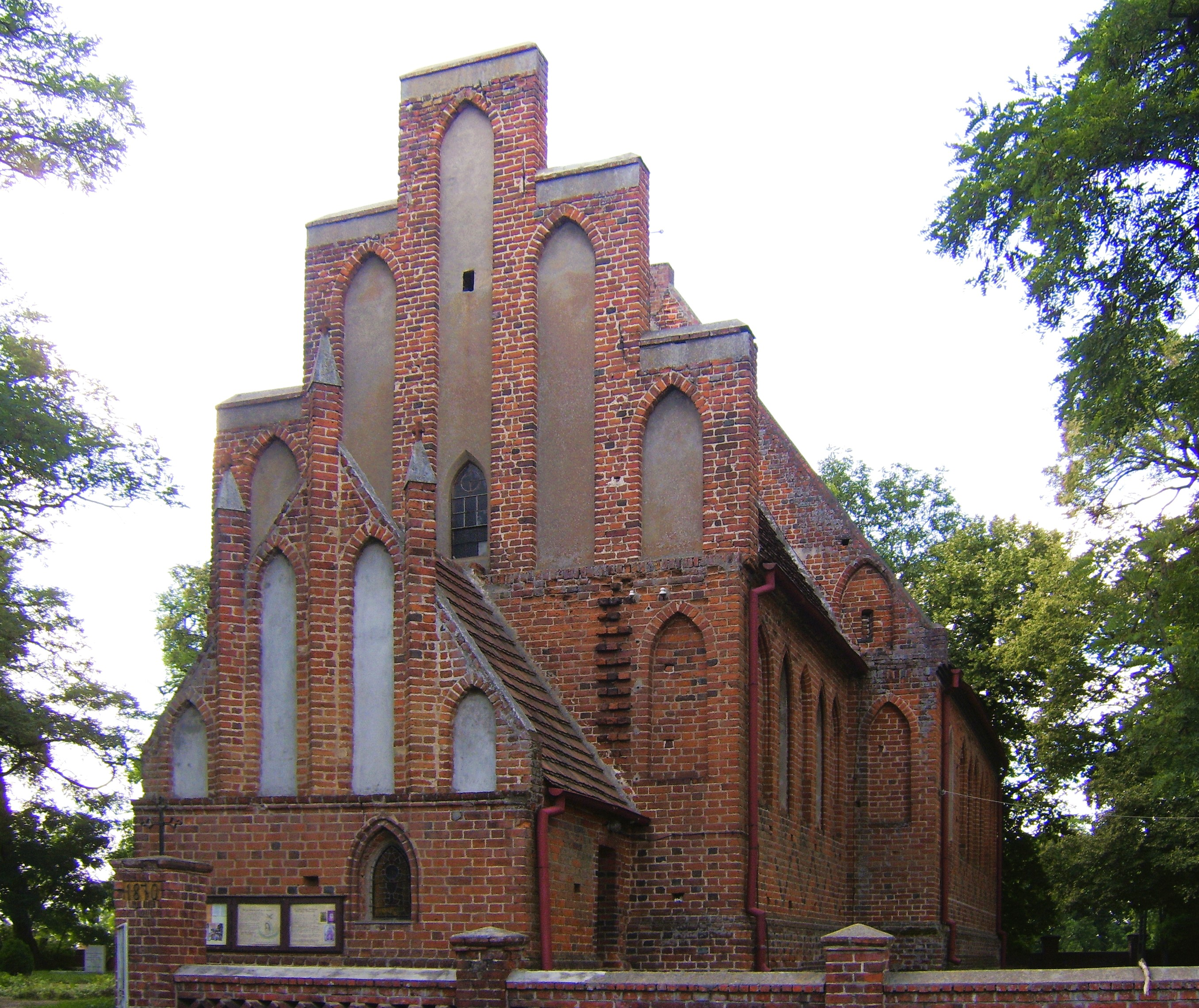
St. Bartholomäus in Chełmonie

Die römisch-katholische Kirche St. Bartholomäus (polnisch Kościół parafialny pw. św. Bartłomieja) in Chełmonie in der Gmina Kowalewo Pomorskie in der polnischen Woiwodschaft Kujawien-Pommern ist ein Kirchengebäude aus der Zeit des Deutschordensstaats.

## Geschichte
Im Jahr 1222 ist eine zerstörte Burg „Colman“ erwähnt, und im Vertrag von Lonyz bestätigt der Deutsche Orden dem Bischof von Kujawien 1258 den Besitz des Ortes. Der Ort gehörte später zum mittelalterlichen Bistum Kulm. Der Bau der Kirche datiert um die erste Hälfte des 14. Jahrhunderts. In den Jahren 1862–65 wurden der Bau restauriert und der Westgiebel erneuert. Die südliche Vorhalle stammt ebenfalls aus dem 19. Jahrhundert.

## Bauwerk
Die Pfarrkirche von Chelmonie, die möglicherweise eine Guts- oder eine Dorfkirche war, ist ein einheitlich entstandener kleiner Bau von hervorragender gestalterischer Qualität. Das Langhaus ist ein ungewölbter Saalbau ohne Strebepfeiler. Fenster, Blenden und Zickzackmuster sorgen für die Gliederung des Baus. Gestufte und profilierte Portale befinden sich nach Süden und nach Westen. Der ebenfalls ungewölbte Rechteckchor ist durch eine regelmäßige, rhythmisierte Anordnung von profilierten Blenden und Fenstern an der Nord- und Südseite strukturiert. Zwischen Sockelprofil und Fenster liegt ein Zickzackmuster aus schwarzem Backstein, das genau auf die Fenster- und Blendenfolge abgestimmt ist. Die  Sakristei steht im Verband mit der Ostseite des Chors und hat zwei kleine Fenster nach Osten und Süden. Verzahnungen an der Chorwand deuten darauf hin, dass der Bau ursprünglich höher geplant war. Der Ostgiebel des Langhauses ist ein fünfachsiger Staffelgiebel mit durchlaufenden Spitzbogenblenden. Ein Putzband dient als Stufenabschluss. Der Sakristeigiebel ist ein vierachsiger Dreiecksgiebel mit durchlaufenden Spitzbogenblenden, getrennt durch Dreiecksvorlagen, die fialenartig enden.